# قره خان بیگلو
قره خان بیگلو، روستایی در دهستان دره‌رود جنوبی بخش دره‌رود شهرستان انگوت در استان اردبیل ایران است. این روستا، مرکز دهستان دره‌رود جنوبی است.

## جمعیت
بر پایه سرشماری عمومی نفوس و مسکن در سال ۱۳۹۵، جمعیت این روستا برابر با ۹۲۲ نفر (۲۶۷ خانوار) بوده‌است.